# Pokémon Stadium
Pokémon Stadium is een computerspel voor de Nintendo 64. Het strategiespel verscheen in Japan op 30 april 1999, in de VS op 29 februari 2000 en in Europa op 7 april 2000.
Het spel bevat alle 151 Pokémon uit de Game Boy-spellen. Het spel is compatibel met Pokémon Red, Blue en Yellow bij gebruik van het Transfer Pak. Pokémon Stadium is niet alleen het eerste Pokémon-spel op de Nintendo 64, maar ook het eerste Pokémon-spel die op een game console is uitgebracht.
Het spel heeft geen verhaalmodus, maar het bestaat uit de Stadium en Gym Leader Castle waarin je aan gevechten mee moet doen. Om verder te gaan in het spel moeten de vier Cups in de Stadium gewonnen worden en de Gym Leader Castle voltooid worden. Wanneer alle Cups zijn gewonnen en de Gym Leader Castle is voltooid, zal Mewtwo in de lucht verschijnen in de Stadium. Na het verslagen hebben van Mewtwo, zal de veel moeilijkere Round 2 speelbaar zijn, en zal de speler opnieuw de Stadium, Gym Leader Castle en Mewtwo aan moeten om het spel uit te spelen. Ook bevat het spel oneindige opties en minigames.
Een vervolg, Pokémon Stadium 2, werd uitgebracht in Engels-sprekende regio's in 2001 als tegenhanger voor de tweede generatie Pokémon games, Gold, Silver en Crystal.